# Santiago de Córdoba Ortega
Santiago de Córdoba Ortega (Andújar; 1943) es un historiador y político español.

## Biografía
Hizo los primeros estudios en el colegio de los jesuitas de Andújar, la SAFA, siguiendo después con los estudios superiores religiosos con los Paúles en su ciudad natal, Santander y Madrid. En 1962 «colgó los hábitos» y se fue al Este de Francia. De la mano de un familiar condenado a muerte por el franquismo, recorre los departamentos franceses de la Drôme, Ardèche y Loira, tomando contacto con republicanos españoles exiliados. En 1963 la Agencia francesa de Cooperación con los países de su influencia en África lo contrata como profesor de español e historia. Ejerce la enseñanza en las repúblicas africanas de Benín y Senegal (1963-1967), una estancia difícil en estas ex colonias independizadas en 1960 y marcadas por continuos golpes de estado y revueltas tribales de sus etnias. En 1967 vuelve a España e ingresa en el Departamento Extranjero del Banco Central de Madrid (1969).

### Trayectoria
En la capital de España, recuperando la causa de los exiliados republicanos españoles, Santiago de Córdoba toma parte activa en el movimiento de oposición al franquismodentro de los Grupos Unitarios de Banca, también conocidos como Comisiones Obreras, Asambleas Unitarias de Trabajadores, etc. Estos grupos, organizados en las sedes de las grandes entidades financieras de Madrid, aunque parecían actuar sin estructura orgánica sindical mediante democracia directa en asambleas, no era así en la práctica: como en otros sectores de producción que actuaban contra la dictadura de Franco, los Grupos Unitarios de Banca estaban integrados por una mayoría de trabajadores sin afiliación política determinada, pero liderados por algún responsable sectorial de las más diversas y dispares ideologías declaradas ilegales —PSOE, PCE, UGT, USO, CNT, etc.—, o por las simplemente toleradas como los cristianos de base Hermandades Obreras de Acción Católica (HOAC) u otras del mismo movimiento MAS y JOC, etc. Todas estas asociaciones sociales buscaban introducirse en el mundo laboral dentro o fuera del Sindicato Vertical franquista, más conocido por CNS (Confederación Nacional de Sindicatos).
Los Grupos Unitarios de Banca se coordinaban a través de la «Interbancaria»; ésta, a pesar de la clandestinidad de su organización y funcionamiento, organizaba continuas manifestaciones y huelgas contra la dictadura franquista. La nómina de nombres de la actividad financiera que participaron en este movimiento de oposición sindical fue grande, entre ellos María Jesús Paredes y Eugenio Pascual (PCE - CCOO), Román Recuero (MAS); Ángel Gasco Leranca y Jesús Fernández Sepúlveda, (Independientes); Santiago de Córdoba, Vicente Gómez Estoa, Francisco Sánchez Pescador y Justo Fernández Rodríguez (UGT - PSOE); Pedro Soto y Leonardo Ortuño (USO) o Ramón Caracet (CNT).
Después de la huelga general de enero de 1976 y siendo apercibido de expulsión por su empresa, Santiago de Córdoba es trasladado a Andújar e inicia con otros socialistas de la provincia de Jaén la reconstitución del PSOE y UGT. Varias publicaciones, como Los días olvidados. Testimonios sobre la transición en Jaén (1973-1997), o el Diario Jaén (29 de diciembre de 2000 y 19 de febrero de 2002) le reconocen ser «verdadero archivo histórico del acontecer ugetista/socialista en la provincia» y su participación activa en la Transición española, incluyéndole como uno de los «Nombres para un Siglo». Desde 1976 a 1982, Santiago de Córdoba, junto a Julián Jiménez Serrano, José María Sánchez Muñoz, Alfonso Fernández Torres, Juan Zarrías Jareño, Gaspar Zarrías Arévalo, Cándído Méndez Núñez, Cándido Méndez Rodríguez, José María de la Torre Colmenero, Cristóbal López Carvajal, Antonio Villargordo Hernández, entre otros, forma parte de los socialistas históricos de Jaén, ocupando diferentes cargos orgánicos e institucionales. En la huelga general del 14 de diciembre de 1988, conocida en los anales de España por 14-D, el Sindicato de la UGT se enfrentó al Gobierno socialista de Felipe González. Cándido Méndez, entonces secretario general de la UGT de Andalucía, designó a Santiago de Córdoba para organizar la huelga y tutelar la organización sindical en Jaén hasta que se celebrara su congreso; ambos habían compartido durante la década de los años setenta del pasado siglo xx la Ejecutiva provincial del sindicato socialista. La huelga en Jaén fue seguida casi por el 100% de todos los sectores económicos y sociales de la provincia y, en el congreso de la UGT celebrado a primeros de marzo del siguiente año, la candidatura de la nueva Ejecutiva obtuvo el 99.80% de los delegados, además de triunfar la tesis sindical autónoma de UGT, muy supeditada hasta entonces a la dirección política del PSOE.
Durante la legislatura municipal 1991-1995 Santiago de Córdoba fue elegido concejal de Hacienda y Recursos Humanos del Ayuntamiento de Andújar. Después, su larga experiencia político-sindical ha sido recogida por las organizaciones afines a UGT y PSOE:
- En el 2004, la Fundación para el Desarrollo de los Pueblos de Andalucía ha catalogado en su Archivo Histórico la documentación e información oral que desde 1977 a 1980 redactó y vivió como Secretario de los Despacho Jurídicos Laborales (1977-1978) y de Organización (1977-1980) de la Unión Provincial de UGT de Jaén.

- En el 2006, la Fundación Francisco Largo Caballero puso en marcha, con la colaboración del Ministerio de la Presidencia, un proyecto para la recuperación del testimonio oral de todos aquellos que, como Santiago de Córdoba,[4] han aportado con su trayectoria, antes y después de la muerte de Franco, la reorganización y la implantación mayoritaria del sindicalismo socialista en España. Este proyecto sobre fuentes orales (Archivo Oral del Sindicalismo Socialista) se materializó en 50 entrevistas audiovisuales, que se encuentran a disposición de investigadores e historiadores en la Fundación FLC y en el Centro Documental de la Memoria Histórica de Salamanca del Archivo Histórico Nacional, donde se centran las diversas fuentes desde la guerra civil española hasta la Transición.

Además de mantener una constante actividad política y sindical, a partir de 1983 Santiago de Córdoba la compaginó con la cultura y la investigación histórica en su ciudad natal y provincia, siendo autor de múltiples publicaciones personales y colectivas, además de fundador y director de Cuadernos de Historia, cuya edición (1983-1989) constituye hoy una de las mejores fuentes bibliográficas sobre Andújar y Jaén.
La obra de Santiago de Córdoba tiene como observatorio:
- La historia contemporánea de Andújar (1868-1977).

- El estudio del movimiento obrero en la provincia de Jaén, siglo xix-xx, del que él mismo formó parte activa durante la clandestinidad y la transición democrática en España (Madrid y Jaén, 1969-1982).

Es muy notable su investigación sobre la represión de la dictadura franquista en la provincia de Jaén (1936-1950), en especial el censo nominal y el mapa de fosas comunes donde, después de más de 70 años, yacen sin nombre casi 3300 republicanos jiennenses, que fueron ejecutados o fallecieron como consecuencia de las torturas y condiciones carcelarias.
En la actualidad, después de varios años de investigación, redacta conjuntamente con un profesor de la Universidad de Jaén, la Historia de las entidades financieras en la provincia, siglos xvii-xx: La Caja Provincial de Ahorros de Jaén 1943-2005.

## Responsabilidades políticas

### PSOE
- Secretario General de Andújar (1978/79).
- Secretario de la Comisión Provincial de Conflictos (1978/80).
- Concejal de Hacienda y Personal del ayuntamiento de Andújar (1991/95).

### UGT
- Miembro de la Comisión Gestora de UGT de Jaén (1976/77).
- Secretario de Formación de la Unión local de Andújar (1977/1978).
- Secretario Provincial de los Despachos Jurídico-Laborales (1977/78).
- Miembro del Comité Confederal de UGT (1978/79).
- Secretario Provincial de Organización (1978/80).
- Secretario Provincial de la Federación de Banca (1980/88).
- Secretario de Organización de la Comisión Gestora de la Unión Provincial de Jaén (1988/1989).

## Obras

### Libros
- De Córdoba Ortega, Santiago y Casuso Quesada, Rafael: Andújar, luces y sombras. 1.ª Edición de Cuadernos de Historia, N.º 3. Andújar, septiembre de 1986. Gráficas “La Paz”, Torredonjimeno (Jaén); 2ª edición de Ediciones Plaza Vieja, Sevilla, 2005: ISBN 84-609-4573-1

- De Córdoba Ortega, Santiago: Andújar, 1993: Presupuesto Municipal. Análisis económico y objetivos sociales- 1.ª edición: Excmo. Ayuntamiento de Andújar (Jaén). Gráficas Galán, Villa del Río (Córdoba). Dep. Legal J-490; 2ª edición Boletín de Cámara Oficial de Comercio e Industria de la Provincia de Jaén, N.º 99, diciembre de 1993. ISSN 1131-8481

- De Córdoba Ortega, Santiago: Las inundaciones en el valle del Guadalquivir: Síntesis histórica de los elementos naturales y artificiales que intervienen en las inundaciones de Andújar. 1ª edición Alcance Editorial, S.L., Andújar 1997. Gráficas Galán, Villa del Río (Córdoba). ISBN 84-89075-17-4; 2ª edición Boletín Cámara Oficial de Comercio e Industria de la Provincia de Jaén, N.º 133/134, agosto-septiembre de 1977 ISSN 1131-8481

- De Córdoba Ortega, Santiago: Todos los nombres de Jaén: Aproximación criminal del franquismo en la provincia de Jaén, 1936-1952. Edita Asociación para la recuperación de la memoria histórica de Jaén. Imprime Didot Impresión Digital, s.l.l., Torredelcampo. Dep. Legal J-6003-2006

- De Córdoba Ortega, Santiago: Andadura hacia la Libertad: Documentos para la Historia del PSOE y de UGT de Jaén. Prólogos: Gaspar Zarrías Arévalo -Vicepresidente de la Junta de Andalucía-(3ª edición, 2008); Cándido Méndez -Secretario General de UGT- (2.ª edición, 2007). Edita Unión General de Trabajadores, Jaén, 2006. Gráficas La Paz, Torredonjimeno. ISBN 978-84-935115-3-1[5]

#### Libros y artículos en coautoría
- De Córdoba Ortega, Santiago: Las sociedades obreras en Andújar, 1900-1936. En Diario JAEN, Extraordinario Romería Virgen de la Cabeza, 25-04-1986.

- De Córdoba Ortega, Santiago: El movimiento obrero en Andújar, 1860-1900. En Diario JAEN, Extraordinario Feria de Andújar, 8-09-1985.

- De Córdoba Ortega, Santiago: Estructura socio-profesional de Andújar. 1860-1900. En «CajaSur», N.º 28, octubre de 1987 - Publicación bimestral del Monte de Piedad y Caja de Ahorros de Córdoba. Córdoba 1987.

- De Córdoba Ortega, Santiago: Causas materiales y sociales del analfabetismo en Andújar, 1860-1900. En «IES Ntra. Sra. Virgen de la Cabeza, 25 Aniversario», Andújar-1988. Gráficas “La Paz”, Torredonjimeno (Jaén). Dep. Legal J-385/1988

- De Córdoba Ortega, Santiago: Firmas reales: siglos IX-XX, Periodo Árabe - Casa de Borbón, en «Juan Carlos I: Un Rey para la Humanidad», Manuel Medina González (coord.). Sevilla, 1988, Editores Andaluzas Reunidas. ISBN 84-7587-115-1

- De Córdoba Ortega, Santiago: Teatros en Andújar en el siglo XIX. En «Andújar». Programa municipal Feria, 7-12 de septiembre de 1989.

- De Córdoba Ortega, Santiago: Andújar, 1900-1950. Aspectos económicos. Sociales y políticos pp.239-278 en «Arquitectura contemporánea en Andújar (1920-1950)» de Rafael Casuso Quesada. Casa Municipal de Cultura, Andújar 1990. Gráficas “La Paz”, Torredonjimeno (Jaén): ISBN 84-505-9951-2

- De Córdoba Ortega, Santiago: La odisea de las joyas y la corona de la Virgen, en F. Calzado Gómez «El enigma de la Virgen de la Cabeza», pp. 43-51 –Andújar, 1991-. Gráficas “La Paz”, Torredonjimeno (Jaén): ISBN 84-404-9005-4

- De Córdoba Ortega, Santiago: Los Teatros en Andújar, 1875-1935. en «El Nuevo GUADALQUIVIR», Andújar. Núm. Extraordinario y especial para Feria de septiembre de 1993.

- De Córdoba Ortega, Santiago y Cano Piedra, Ramón: El Plan General de Ordenación Urbana de Andújar: Seguimiento y diagnosis del primer cuatrienio: 1990-1994, pp. 3-28 y 20-40 en «Boletín de Cámara Oficial de Comercio e Industria de la Provincia de Jaén», N.os 125 y 16, agosto/julio de 1996. ISSN 1131-8481.

- De Córdoba Ortega, Santiago: Antes y después de 1976, pp. 509-532, en «Los días olvidados. Testimonios sobre la transición en Jaén (1973-1997)» de Cristóbal López Carvajal (Edit.). Editorial Germania, S.L. Valencia, 2002. ISBN 84-89847-95-9

- De Córdoba Ortega, Santiago: La Virgen de la Cabeza a través de los papeles amarillos del siglo XIX, pp.573-612 en «El Toro de Caña», Revista de Cultura Tradicional de la Provincia de Jaén, N.º 8/2002. Diputación Provincial de Jaén. ISSN 1138-7297

- De Córdoba Ortega, Santiago: Todos los nombres: Borrador para un estudio de la tragedia en la provincia de Jaén, 1939-1952, pp. 159-304 en «Estudios y actividades de la Asociación para la recuperación de la memoria histórica de Jaén», 2ª edición en colaboración Instituto de Cultura de la Diputación Provincial de Jaén y Delegación Provincial de Justicia de la Junta de Andalucía. Chica Industrias Gráficas, S.L., Torredelcampo (Jaén), 2007. ISBN 978-84-935738-0-5

- De Córdoba Ortega, Santiago: Andújar 1900-1936. Estudio de aproximación: aspectos económicos, sociales y políticos, pp. 419-600 en «Los últimos que fuimos a la Guerra» de Luis Aldehuela Gómez. Ediciones Plaza Vieja, Andújar 2007. Gráficas La Paz, Torredonjimeno (Jaén). ISBN 978-84-611-7212-2

#### Prólogos
- Utrera Cardeñas, Pablo: Lo que no nos contaron… ¡Andújar en la Guerra Civil!. Prólogo: Santiago de Córdoba. Ediciones Plaza Vieja, Andújar 2007. Gráficas La Paz, Torredonjimeno (Jaén). ISBN 978-84-611-4322-1

- Aldehuela Gómez, Luis: Los últimos que fuimos a la Guerra- Prólogo y estudio: Santiago de Córdoba. Ediciones Plaza Vieja, Andújar 2007. Gráficas La Paz, Torredonjimeno (Jaén). ISBN 978-84-611-7212-2

- Casuso Quesada, Rafael Antonio: Arquitectura contemporánea en Andújar (1920-1950). Prólogo y estudio: Santiago de Córdoba. Edita Casa Municipal de Cultura del Ayuntamiento de Andújar, 1990. Gráficas La Paz. Torredonjimeno. ISBN 84-505-9951-2